# Alanis Morissette: The Collection
| Recensione | Giudizio |
| ---------- | -------- |
| AllMusic   |          |

Alanis Morissette: The Collection è il primo greatest hits della cantante canadese Alanis Morissette, pubblicato nel novembre 2005.

## Descrizione
La raccolta comprende diverso materiale uscito in diversi album dal 1995 al 2005, incluse canzoni inizialmente registrate per varie colonne sonore, nonché una cover di Seal Crazy. Un'edizione limitata, che includeva un DVD, è stata pubblicata il 6 dicembre 2005.

## Tracce
1. Thank U (Alanis Morissette, Glen Ballard) - 4:18
2. Head Over Feet (Ballard, Morissette) - 4:24
3. 8 Easy Steps (Morissette) - 2:52
4. Everything (Morissette) - 4:34
5. Crazy (Seal, Guy Sigsworth) - 3:39
6. Ironic (Ballard, Morissette) - 3:48
7. Princes Familiar (Nick Lashley, Morissette) (MTV Unplugged) - 4:34
8. You Learn (Ballard, Morissette) - 3:59
9. Simple Together (Morissette) - 4:48
10. You Oughta Know (Ballard, Morissette) - 4:08
11. That I Would Be Good (Morissette, Ballard) - 4:17
12. Sister Blister (Morissette) - 4:12
13. Hands Clean (Morissette) - 4:33
14. Mercy (Jonathan Elias, Morissette) (da: The Prayer Cycle) - 3:44
15. Still  (Morissette) (dalla colonna sonora di Dogma) - 6:17
16. Uninvited (Morissette) (dalla colonna sonora del film La città degli angeli) - 4:36
17. Let's Do It (Let's Fall in Love) (Cole Porter) (dalla colonna sonora di  De-Lovely) - 3:23
18. Hand in My Pocket (Ballard, Morissette) - 3:39

## Classifiche
| Classifica (2005) | Posizione massima |
| ----------------- | ----------------- |
| Austria           | 12                |
| Belgio (Fiandre)  | 44                |
| Belgio (Vallonia) | 11                |
| Danimarca         | 17                |
| Germania          | 18                |
| Italia            | 16                |
| Norvegia          | 6                 |
| Paesi Bassi       | 49                |
| Portogallo        | 5                 |
| Regno Unito       | 44                |
| Spagna            | 64                |
| Stati Uniti       | 51                |
| Svizzera          | 9                 |